# لوري آلان
لوري آلان (بالإنجليزية: Lori Alan) هي ممثلة أمريكية، ولدت في 18 يوليو 1966 في الولايات المتحدة. بدأت مشوارها المهني سنة 1971.

## أعمال

### أفلام
- (2004) فيلم سبونج بوب سكوير بانتس[4]
- (2005) القصة غير مروية
- (2015) المينيون[5][6]
- (2015) الإسفنج خارج المياه
- (2019) حكاية لعبة 4

## وصلات خارجية
- لوري آلان على موقع IMDb (الإنجليزية)
- لوري آلان على موقع ألو سيني (الفرنسية)
- لوري آلان على موقع أول موفي (الإنجليزية)
- لوري آلان على موقع قاعدة بيانات الأفلام السويدية (السويدية)
- لوري آلان على موقع قاعدة بيانات الفيلم (الإنجليزية)
- لوري آلان على موقع كينوبويسك (الروسية)